# Antigonish (ancienne circonscription fédérale)
Pour les articles homonymes, voir Antigonish.
Antigonish fut une circonscription électorale fédérale de Nouvelle-Écosse. La circonscription fut représentée de 1867 à 1917.
C'est l'Acte de l'Amérique du Nord britannique qui créa la circonscription électoral d'Antigonish en 1867. Abolie en 1914, la circonscription fut réunie à celle de Guysborough pour former Antigonish—Guysborough.

## Géographie
En 1867, la circonscription d'Antigonish comprenait :
- Le comté d'Antigonish

## Députés
1. 1867-1873 — Hugh McDonald, Anti-confédéré et Libéral-conservateur
2. 1873¹-1885 — Angus McIsaac, Libéral
3. 1885¹-1894 — John Sparrow David Thompson, Libéral-conservateur
4. 1895¹-1905 — Colin Francis McIsaac, Libéral
5. 1905¹-1917 — William Chisholm, Libéral

- ¹ = Élections partielles